# Wereldrecord
Een wereldrecord (WR) betekent dat iemand op een bepaald gebied een prestatie neerzet van een formaat dat op dat gebied nog nooit eerder door een ander waar ook ter wereld is bereikt. Wereldrecords zijn erg belangrijk in de sport, maar kunnen ook betrekking hebben op allerlei andere gebieden.
Wereldrecords zijn over het algemeen van tijdelijke aard, aangezien ze in de meeste gevallen vroeg of laat worden verbeterd, onder andere als gevolg van verbeterde omstandigheden en modernere trainingsmethoden of materiaal. Sommige wereldrecords blijven echter lang overeind, zoals dat van verspringer Bob Beamon, die in 1968 een afstand neerzette die pas 23 jaar later, in 1991, werd verbeterd door Mike Powell, een record dat op zijn beurt al meer dan dertig jaar staat.
Wereldrecords worden ook gevestigd op meer triviale takken van 'sport', zoals 'paalzitten', 'hamburgers eten' of vallende dominosteentjes. Vele wereldrecords op allerlei gebied worden bijgehouden in het Guinness Book of Records.